# Staatsanwaltschaft (Österreich)
Die Staatsanwaltschaft (StA) in Österreich vertritt die Interessen des Staates in der Rechtspflege. Die Staatsanwaltschaft ist im Gegensatz zum Richter eine weisungsgebundene Behörde, die dem Bundesminister für Justiz untersteht. Die Hauptaufgabe der Staatsanwaltschaft ist die Führung des Ermittlungsverfahrens und die Vertretung und Erhebung der Anklage im Strafverfahren. Die Aufgaben der Staatsanwaltschaft sind im Staatsanwaltschaftsgesetz geregelt.
Die Staatsanwaltschaft vertritt die Öffentlichkeit als unabhängiges Organ der Rechtspflege. In Strafprozessen ist der Staatsanwalt der Vertreter der Anklage. Er ist jedoch der Objektivität verpflichtet, muss also entlastende wie belastende Beweise gleichermaßen berücksichtigen. Das Ermittlungsverfahren wird vom Staatsanwalt geleitet; dabei kann er der Kriminalpolizei auch Anordnungen erteilen.
In der ersten Instanz wird die Staatsanwaltschaft vom Staatsanwalt vertreten, beim Oberlandesgericht vom Oberstaatsanwalt und beim Obersten Gerichtshof von der Generalprokuratur. Sie gliedert sich wie folgt:
- Generalprokuratur
- Oberstaatsanwaltschaft Wien
  - Staatsanwaltschaft Eisenstadt
  - Staatsanwaltschaft Korneuburg
  - Staatsanwaltschaft Krems an der Donau
  - Staatsanwaltschaft St. Pölten
  - Staatsanwaltschaft Wien
  - Staatsanwaltschaft Wiener Neustadt
- Oberstaatsanwaltschaft Graz
  - Staatsanwaltschaft Graz
  - Staatsanwaltschaft Klagenfurt
  - Staatsanwaltschaft Leoben
- Oberstaatsanwaltschaft Linz
  - Staatsanwaltschaft Linz
  - Staatsanwaltschaft Ried im Innkreis
  - Staatsanwaltschaft Salzburg
  - Staatsanwaltschaft Steyr
  - Staatsanwaltschaft Wels
- Oberstaatsanwaltschaft Innsbruck
  - Staatsanwaltschaft Innsbruck
  - Staatsanwaltschaft Feldkirch
- Wirtschafts- und Korruptionsstaatsanwaltschaft